# Израильско-люксембургские отношения
Израильско-люксембургские отношения — двусторонние международные исторические и настоящие дипломатические, культурные, военные и иные отношения между Люксембургом и Израилем.
Отношения между двумя странами были установлены в 1949 году, через год после провозглашения независимости Израиля. В самом Люксембурге у Израиля нет посольства, однако посол в Брюсселе (Бельгия) аккредитован на Великое Герцогство. У Люксембурга есть почётное консульство в Тель-Авиве, которым руководит израильский поэт и писатель Мейрон Изаксон.

## История
12 июня 2001 года заместитель премьер-министра правительства Израиля, министр иностранных дел Шимон Перес провёл двустороннюю встречу с главой правительства Люксембурга Жан-Клодом Юнкером.
В ноябре 2012 года министр иностранных дел Люксембурга в интервью немецкому изданию «Spiegel» призвал Израиль полностью прекратить строительство поселений в Иудее и Самарии для достижения мирного договора с палестинцами.
Торговая палата Великого Герцогства Люксембург в сотрудничестве с министерством экономики и Люксембургским офисом по торговле и инвестициям в Тель-Авиве, открыли многоотраслевую торговую миссию в Израиле в конце октября 2015 года. Подобная миссия открывалась в 2012 году и на фоне её успеха было решено открыть очередную миссию тремя годами позже. Во время работы совместной миссии также обсуждались вопросы научного сотрудничества: Люксембургский институт здравоохранения обсуждал вопросы сотрудничества в сфере иммунологии и биоинформатики.
12 сентября 2016 года израильский премьер-министр и министр иностранных дел Биньямин Нетаньяху встретился со своим люксембургским коллегой Ксавье Беттелем.
В апреле 2019 года Израиль посетил министр финансов Люксембурга Пьер Граменья с официальным визитом. В рамках визита Граменья встретился с министром науки Офиром Акунисом, с председателем Банка Израиля Яроном Декелем и с председателем организации «Startup Nation» Юджином Канделем.

## Евреи в Люксембурге
Представительница еврейской общины страны Corinne Cahen была назначена на должность министра по делам семьи и интеграции в 2013 году.